# Сборная Витебской области (пляжный футбол)
Сборная Витебской области — белорусская команда по пляжному футболу из города Витебск. В Чемпионатах Белоруссии участвует с 2011 года.

## Прежние названия
- «ВитВар» — 2011 год
- «Витгазэнерго» — с 2012 года
- Сборная Витебской области — с 2016

## Достижения
Чемпионат Белоруссии
- Серебряный призёр: 2013, 2014

 Кубок Белоруссии
- Серебряный призёр: 2012, 2013
- Бронзовый призёр: 2014

 Суперкубок Белоруссии
- Финалист Суперкубка Беларуси: 2014